# 実科学校

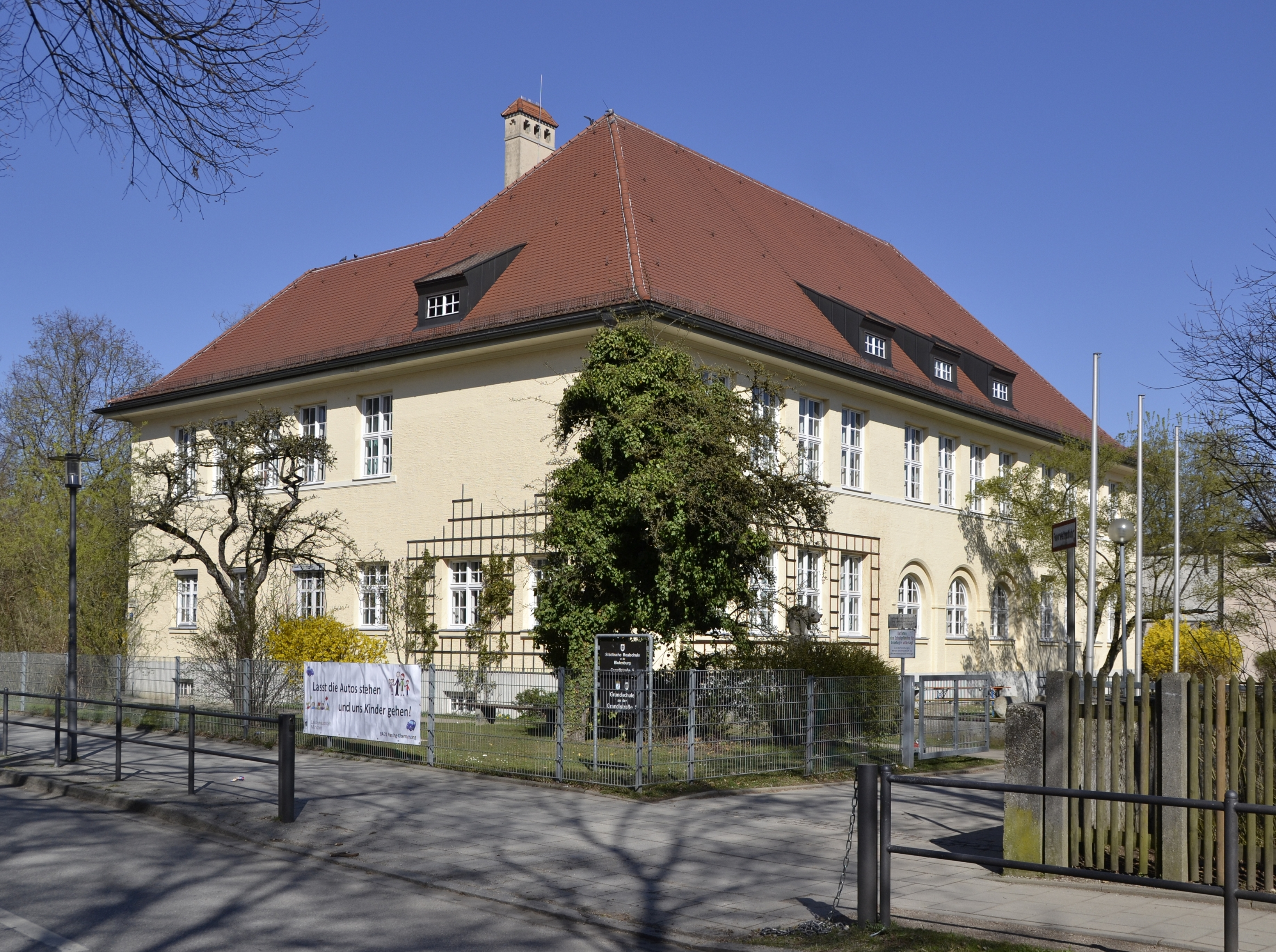
ドイツの実科学校

実科学校（じっかがっこう、ドイツ・スイス・リヒテンシュタイン・エストニア: Realschule、オーストリア・デンマーク・ノルウェー: realskole、クロアチア: realna gimnazija、スウェーデン: realskola、ハンガリー: reáliskola、スロベニア: realka、ロシア帝国: реальное училище）は、ドイツ・スイス・リヒテンシュタイン・エストニアを中心にヨーロッパに存在する中等教育機関。

## ドイツ
ドイツの実科学校は、職業教育学校として位置づけられているISCED-2Aレベルの中等教育学校であり、10歳から就学する最低6年制の過程である。
実科学校においてグレード10まで進学し修了した者は、ドイツ資格フレームワーク（DQF）においてレベル3に認定され、これは欧州資格フレームワーク（EQF）レベル3と等価として位置づけられている